# Мирне (Аркалицька міська адміністрація)
Ми́рне (каз. Мирное) — село у складі Аркалицької міської адміністрації Костанайської області Казахстану. Входить до складу Родинського сільського округу.
У радянські часи село називалось Совхоз Мирний.
Населення — 88 осіб (2021; 217 у 2009, 401 у 1999, 1012 у 1989).